# Oxyanthus montanus
Oxyanthus montanus är en måreväxtart som beskrevs av Bonaventure Sonké. Oxyanthus montanus ingår i släktet Oxyanthus och familjen måreväxter. IUCN kategoriserar arten globalt som sårbar. Inga underarter finns listade i Catalogue of Life.